# 埃斯夸尔
埃斯夸尔（法語：Escoire，法語發音：[ɛskwaʁ]）是法国多尔多涅省的一个市镇，位于该省中部略偏东北，属于佩里格区。

## 地理
埃斯夸尔（45°12'38"N, 0°50'58"E）面积3.94 平方千米，位于法国新阿基坦大区多爾多涅省，该省份为法国西南部内陆省份，是法國本土面积第三大的省，大致对应佩里戈尔地区，北起顺时针与夏朗德省、上维埃纳省、科雷兹省、洛特省、洛特-加龙省、吉倫特省和滨海夏朗德省接壤。
与埃斯夸尔接壤的市镇（或旧市镇、城区）包括：伊勒河畔萨利亚克、昂托讷和特里戈南、巴西亚克和欧布罗什。

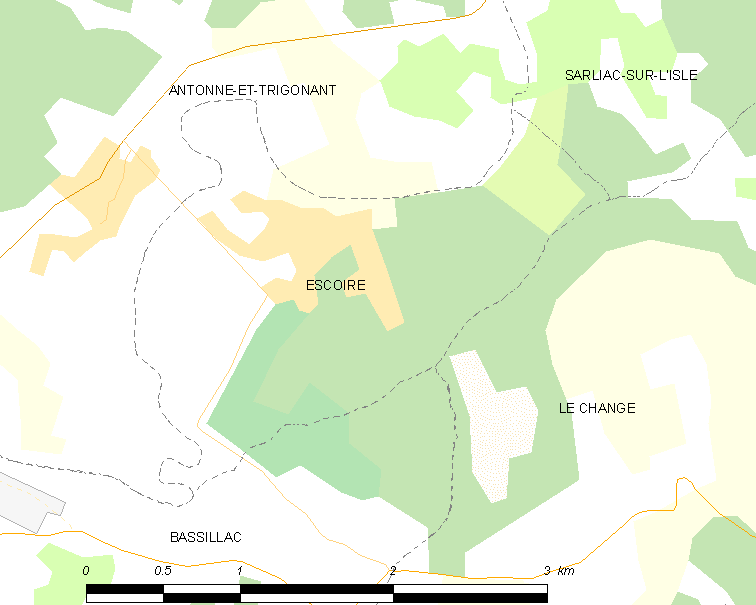
埃斯夸尔的OSM定位图

埃斯夸尔的时区为UTC+01:00、UTC+02:00（夏令时）。

## 行政
埃斯夸尔的邮政编码为24420，INSEE市镇编码为24162。

## 政治
埃斯夸尔所属的省级选区为特雷利萨克县。

## 人口

1962-2008年间埃斯夸尔人口变化图示

埃斯夸尔于2022年1月1日时的人口数量为399人。